# Saint-Martin-de-Gurson
Saint-Martin-de-Gurson är en kommun i departementet Dordogne i regionen Nouvelle-Aquitaine i sydvästra Frankrike. Kommunen ligger i kantonen Villefranche-de-Lonchat som tillhör arrondissementet Bergerac. År 2022 hade Saint-Martin-de-Gurson 637 invånare.

## Befolkningsutveckling
Antalet invånare i kommunen Saint-Martin-de-Gurson
Referens:INSEE